# Arsen Avakov
Pour les articles homonymes, voir Arsen Avakov (homonymie) et Avakov.
Arsen Borysovytch Avakov (en ukrainien : Арсен Борисович Аваков ; en arménien : Արսեն Բորիսի Ավակով), né le 2 janvier 1964 à Bakou (RSS d'Azerbaïdjan) est un homme d'État et homme politique ukrainien d'origine arménienne, ministre de l'Intérieur de l'Ukraine de 2014 à 2021,. Avant cela, il est tour à tour député du peuple de l'Ukraine (2012–2014), président de l'administration régionale de Kharkiv (2005–2010), membre du Conseil national de sécurité et de défense de l'Ukraine (2007–2008, 2014–2021) et du Comité d'organisation de l'Euro 2012 (2007).

## Biographie

### Origines
Né le 2 janvier 1964 dans le village de Kirov (maintenant – Yeni Surahany), à proximité de Bakou dans une famille de militaires. Il est arménien de nationalité.
Depuis 1966, il réside en permanence en Ukraine,, dont il a la nationalité.

### Formation et carrière
En 1988, il est diplômé de l'Institut polytechnique de Kharkiv avec un diplôme en systèmes de contrôle automatisés, qualification – ingénieur des systèmes.
En 1990, il fonde et dirige SA « Investor » (dont il est président jusqu'en 2005), et en 1992 - la banque commerciale « Basis ». Pendant la campagne présidentielle de 2004, il a été chef adjoint du siège à Kharkiv du candidat à la présidence Viktor Iouchtchenko et premier vice-président du « Comité de salut national » régional de Kharkiv.

### Chef de la région de Kharkiv
Le 4 février 2005, par décret du président de l'Ukraine, il a été nommé président de l'administration régionale de Kharkiv. Après sa nomination, il a démissionné de son poste de président du conseil de surveillance de SA « Investor » et de la banque commerciale « Basis ».
Le 9 février 2010, deux jours après la victoire de Viktor Ianoukovitch à l'élection présidentielle, Avakov a démissionné de son poste de président de l'administration régionale de Kharkiv en vertu de la partie 3 de l'article 31 de la loi ukrainienne sur la fonction publique, « désaccord de principe avec la décision d'un organe ou d'un fonctionnaire de l'État, ainsi que des obstacles éthiques au maintien dans la fonction publique ».

### De 2010 à 2013
Le 21 avril 2010, il a rejoint le parti Batkivshchyna et a accepté l'offre de Ioulia Tymochenko de diriger l'organisation régionale de Batkivshchyna, et est membre du conseil politique du parti. En octobre 2010, il a participé à l'élection du maire de Kharkiv, avec la représentante du Parti communiste d'Ukraine Alla Oleksandrivska, était l'un des principaux rivaux du maire par intérim et candidat du Parti des régions Hennadiy Kernes. Après avoir traité 100 % des protocoles, Kernes est devenu le vainqueur (30,09 % des voix), Arsen Avakov a obtenu 29,46 %. Les élections elles-mêmes et la procédure de dépouillement des votes se sont déroulées dans une atmosphère scandaleuse avec de nombreuses violations. Selon Freedom House, il existe des preuves qu'à la suite de violations massives, le résultat de l'élection a été changé en faveur de Hennadiy Kernes.
Depuis l'automne 2011, Avakov est en Europe pour les affaires de sa propre fondation, en particulier afin de promouvoir le film « Patrimoine arménien d'Europe ».
Jusqu'en décembre 2012, il était en exil politique en Italie en raison de poursuites pénales en Ukraine.
Selon les résultats des élections législatives de l'automne 2012, il a été élu député du peuple d'Ukraine sur les listes de l'opposition unie « Batkivshchyna ». Pendant la Révolution de la dignité, il a été l'un des commandants de l'Euromaïdan, s'est occupé de l'infrastructure du camp de protestation : barricades, ville de tentes et nourriture.

### Ministre de l'Intérieur
Le 21 février 2014, la Verkhovna Rada de l'Ukraine a nommé Arsen Avakov par intérim et le 27 février, il est approuvé au poste de ministre de l'Intérieur de l'Ukraine. Immédiatement après sa nomination, Arsen Avakov a déclaré que la direction du ministère de l'Intérieur de l'Ukraine inclurait pour la première fois dans l'histoire de l'Ukraine des représentants du Secteur droit et de l'Autodéfense de Maidan,.
Après les premiers 100 jours de travail en tant que ministre, parmi ses principales réalisations, Avakov a cité la prévention d'un scénario séparatiste à Kharkiv, la restauration de la Garde nationale et le travail réussi de la police lors de l'élection présidentielle de 2014.

#### Événements à Kharkiv
Dans la nuit du 7 au 8 avril 2014, Avakov a personnellement dirigé la prise d'assaut du bâtiment de l'administration régionale de Kharkiv, qui avait été saisi par des séparatistes et des militants venus de Belgorod la veille. L’assaut a été mené dans le cadre de l'opération antiterroriste à Kharkiv et dans la région de Kharkiv.

« À Kharkiv, le 6 avril, des groupes bien gérés de partisans du « monde russe», spécialement formés par des militants et gérés par des spécialistes russes, ont encerclé le bâtiment de l'administration régionale et le quartier adjacent. Ils ont nommé quelques «députés alternatifs» du conseil régional parmi la foule, ont tenu une «session alternative » sur les marches de l'administration régionale et ont proclamé la «République populaire de Kharkiv».
Dans l'après-midi du 7 avril, des «citoyens manifestant pacifiquement» ont blessé un élève d’officier, un garçon du tout. Ils ont poussé une grenade derrière son gilet pare-balles, qui a explosé. Lе grenade éclair, il a tourné la moitié de son poumon. Avec difficulté, le cadet a été sauvé par les médecins... Et tout s'est accumulé, le centre-ville a bouilli comme un chaudron...
Le 7 avril, je suis arrivé à Kharkiv, réalisant clairement que les deux prochains jours seraient décisifs et que je devais concentrer toutes mes forces et ma volonté. La stabilisation à Kharkiv était vitale, absolument nécessaire pour l'ensemble de l'Ukraine. »

— Arsen Avakov, «2014. Moments du printemps de Kharkiv»
L'opération spéciale visant à libérer l'administration régionale de l'État de Kharkiv a été menée par les forces spéciales du ministère de l'Intérieur « Jaguar » (Vinnytsia) sous la supervision directe du ministre de l'Intérieur de l'Ukraine Arsen Avakov et la direction opérationnelle du commandant de la Garde nationale d'Ukraine Stepan Poltorak.
L'opération spéciale a été menée entièrement dans le cadre des normes législatives : la veille, un décret a été signé par le président par intérim Oleksandr Tourtchynov sur la conduite d'une opération antiterroriste sur le territoire de Kharkiv et la région de Kharkiv. Sur la base de ce décret, un ordre correspondant a été émis pour mener une opération spéciale par le département régional du Service de sécurité de l'Ukraine, puisque les activités antiterroristes relèvent de la compétence du SBU.
Avant le début de l'assaut, le métro de Kharkiv a été arrêté, le centre-ville a été bouclé par la police locale et les cadets de l'Académie de la Garde Nationale et de l'Université du ministère de l'Intérieur. Les envahisseurs ont été avertis par haut-parleur du début de l'opération et ont lu leurs droits. L'assaut contre le bâtiment de l'administration régionale de Kharkiv a duré 17 minutes. Il n'était pas nécessaire d'utiliser des armes à feu. À la suite de l'opération, 67 personnes ont été arrêtées.
En 2020, Avakov a publié un livre sur les événements de Kharkiv au printemps 2014 « 2014. Moments du printemps de Kharkiv », dans lequel il a publié un document unique – « Plan pour Kharkiv et la région de Kharkiv », le plan des séparatistes pour s'emparer de la région de Kharkiv et d'autres plans pour s'emparer des régions orientales de l'Ukraine.

#### La présidence de Porochenko
Le 29 juillet 2014, Avakov a annoncé les plans de l'agence pour remplacer environ 20 000 policiers dans les régions de Louhansk et de Donetsk qui s'étaient discrédités lors des événements de 2014 dans ces régions.
Le 26 août, Arsen Avakov annonce la création d'un nouveau parti – le Front populaire. Le 10 septembre, il rejoint le conseil militaire de ce parti.
Le 22 octobre, le Conseil des ministres a approuvé le concept et la stratégie de réforme du ministère de l'Intérieur. En outre, 15 000 policiers des régions de Donetsk et de Louhansk, restés dans les territoires contrôlés par les formations armées de la RPD et de la RPL, ont été renvoyés du ministère de l'Intérieur et privés de garanties sociales.
Le 9 octobre 2014, Avakov a annoncé le début de la lustration dans son propre département après l'entrée en vigueur de la loi pertinente, qui a été signée la veille par le président ukrainien Petro Porochenko, à la fin du mois d'octobre, 91 employés ont été licenciés (parmi lesquels figuraient les chefs des départements de police régionaux de Kyïv, Donetsk, Tchernihiv, Ternopil, Khmelnytskyï, Poltava, la direction du département du service de sécurité et les unités de police de la circulation, ainsi que 8 généraux).
Le 11 novembre 2014, Arsen Avakov a publié les textes des documents sur la réforme du ministère de l'Intérieur de l'Ukraine, ainsi que la composition du conseil d'experts et des consultants qui, avec le ministère de l'Intérieur, ont élaboré une stratégie de réforme.
Le 2 décembre 2014, une coalition formée à la Verkhovna Rada représentée par les partis « Bloc Petro Porochenko », « Front populaire », « Assistance a soi », « Parti radical d'Oleh Liachko » et « Batkivshchyna » a formé un projet de nouveau gouvernement, où Arsen Avakov a conservé le poste de chef du ministère de l'Intérieur de l'Ukraine. La Verkhovna Rada a adopté cette composition, en faveur de laquelle 288 députés du peuple ont voté. Selon la législation, le parlement a mis fin prématurément aux pouvoirs de député de 4 députés du peuple, élus sur la liste du Front populaire : Arseni Iatseniouk, Arsène Avakov, Viatcheslav Kyrylenko et Pavlo Petrenko.
Après la démission du second gouvernement de Iatseniouk le 14 avril 2016 et la formation d'un nouveau gouvernement dirigé par Volodymyr Hroïsman, Arsen Avakov a conservé le poste de ministre de l'Intérieur de l'Ukraine.
Le 1er octobre 2017, l'ancien conseiller d'Avakov, Anton Gerachtchenko, a déclaré qu'il y avait un conflit entre le chef du ministère de l'Intérieur et Petro Porochenko depuis l'élection de ce dernier à la présidence de l'Ukraine en 2014. Selon Gerashchenko, Avakov considère le désir de Porochenko de « concentrer tout le pouvoir sur les forces de l'ordre entre ses mains » comme un « dangereux précédent ».

#### L'affaire du soldat de la Garde nationale d’Ukraine Vitaliy Markiv
Le 30 juin 2017, Vitaliy Markiv, sergent principal, commandant de cellule du bataillon Kulchitsky (unité militaire 3066) de la Garde nationale d'Ukraine, a été arrêté en Italie parce qu'il était soupçonné d'être impliqué dans la mort du photojournaliste Andrea Rocchelli et du citoyen russe Andrei Mironov dans la ville Sloviansk en mai 2014.
Immédiatement après la détention de Markiv, Arsen Avakov a déclaré l'innocence du soldat de la Garde nationale, la partialité du tribunal et l'utilisation de fausses preuves falsifiées par la Russie. Avakov a lancé la propre enquête de la police nationale ukrainienne, au cours de laquelle un certain nombre d'actions d'enquête ont été menées et des preuves ont été obtenues de l'innocence de Vitaly Markiv des meurtres du photojournaliste Italien Andrea Rocchelli et du russe Andrei Mironov en 2014.
Tout au long du procès de l'affaire Markiv de 2017 à 2020, le ministre Avakov a supervisé son cours, rencontré à plusieurs reprises des représentants de l'ambassade d'Italie, facilité le travail des avocats (selon certaines sources, rémunérés pour leurs services) et assisté à toutes les audiences du tribunal de la ville Pavie (Italie) et Milan (Italie).
Avakov était également présent à la réunion de la Cour d'appel de Milan, qui a abandonné toutes les charges contre Vitaly Markiv. À la fin de la réunion finale, Avakov a initié la libération immédiate de Markiv de prison et le soir même a organisé son vol pour Kyiv sur un vol charter, qu'il a payé.
Depuis le premier jour de détention de Markiv le 30 juin 2017 jusqu'à sa libération le 3 novembre 2020, le ministre Avakov a adopté une position cohérente – l'État est obligé de protéger son citoyen, qui est devenu un instrument de la guerre hybride de la fédération de Russie contre l'Ukraine, en utilisant toutes ses institutions, ses outils diplomatiques et son travail avec la diaspora ukrainienne en Italie. Son slogan « Nous ne quitterons pas notre soldat » est devenu un mème sur Internet, et des bannières en défense de Markiv ont été placées sur le bâtiment du ministère de l'Intérieur de l'Ukraine, tous les départements régionaux de la police nationale d'Ukraine, y compris la place Sophia, la place principale de Kyiv, et même pendant les matchs de football.

#### La présidence de Zelensky
Arsen Avakov est reconduit à son poste précédent, à la suggestion du président ukrainien Volodymyr Zelensky. Il est approuvé dans la nouvelle composition du Cabinet des ministres de l'Ukraine le 29 août 2019 lors de la première réunion de la Verkhovna Rada de la IXe convocation, élue lors d'élections anticipées le 21 juillet 2019. À ce moment-là, il reste le seul ministre venu après le changement de pouvoir en Ukraine en 2014 et qui n'a pas perdu son poste.
L'administration présidentielle reste mécontente de l'influence d'Avakov. En 2019, Zelensky tente de retirer la Garde nationale de la subordination du ministère de l'Intérieur. Un projet de loi correspondant est même soumis à la Rada, mais Avakov s'y oppose résolument, sous le motif que le retrait de la Garde du ministère jetterait le doute sur l'opportunité de poursuivre le service des gardes volontaires, compliquerait l'interaction avec la police et créerait également des problèmes dans le processus budgétaire et sa gestion. Après une réunion avec le président Zelensky, le projet de loi pertinent est retiré de la Verkhovna Rada.
En mars 2020, Avakov rejoint le nouveau gouvernement de Denys Chmyhal, qui a remplacé le Premier ministre Oleksiy Hontcharouk.
Le 13 juillet 2021, il écrit une lettre de démission, acceptée par la Verkhovna Rada d'Ukraine le 15 juillet 2021. Après le renvoi d'Avakov et la nomination de Denys Monastyrsky de la faction présidentielle à son poste, tout le contrôle du bloc du pouvoir était passé à l'équipe de Zelensky.

### Résultats de performance
Avakov a été ministre de l'Intérieur de l'Ukraine du 24 février 2014 au 15 juillet 2021, sous le président par intérim Oleksandr Tourtchynov, deux présidents de l'Ukraine : Petro Porochenko et Volodymyr Zelensky, était membre de cinq compositions du Cabinet des ministres de l'Ukraine : deux gouvernements d'Arseni Iatseniouk, gouvernements de Volodymyr Hroïsman, Oleksiy Hontcharouk, Denys Chmyhal . Son mandat a duré 7 ans, 4 mois et 21 jours – c'est le plus long mandat gouvernemental dans l'histoire de l'Ukraine indépendante.

#### Réforme du ministère de l'Intérieur
Avakov a radicalement réformé le système du ministère de l'Intérieur de l'Ukraine, à la suite de quoi l’institution est devenue l'organe principal du système des organes exécutifs centraux sur l'élaboration et la mise en œuvre de la politique de l'État dans le domaine de la protection des droits et libertés des citoyens, des intérêts de la société et de l'État contre les empiètements illégaux, de la lutte contre la criminalité, de la protection de l'ordre public, de la sécurité publique, de la sécurité routière, de la protection et de la défense d’infrastructure critique. Sa coordination comprenait : la Police nationale, le Service national des garde-frontières d’Ukraine, le Service d'urgence de l'État, la Garde nationale et le Service national de la migration.
Sous la direction d'Avakov, la lustration et la recertification à grande échelle des policiers ont été effectuées dans le système du ministère de l'Intérieur.
Le 23 septembre 2014, il a été annoncé que, dans le cadre de la réforme du ministère de l'Intérieur, la police serait transformée en « police nationale », et le Département de lutte contre le crime organisé, la police des transports et la police vétérinaire « seraient exclues des structures du ministère de l'Intérieur ». En octobre 2014, le ministre de l'Intérieur, Arsen Avakov, a confirmé que la réforme éliminerait le Département de lutte contre le crime organisé, la police des transports et la police vétérinaire « et un certain nombre d'autres unités ».
Le 7 novembre 2015, la Loi ukrainienne « sur la police nationale » est entrée en vigueur, mettant fin à l'existence de l'ancien système de police soviétique. La police nationale comprenait également la police de patrouille de l'Ukraine, créée à l'initiative d'Avakov, qui était entièrement formée de jeunes (jusqu'à 36 ans) qui ont passé une sélection transparente : tests informatiques, vérification du niveau de forme physique, commission médicale militaire, entretien de la commission. Le programme comprenait tant l'acquisition de connaissances théoriques que la maîtrise des compétences pratiques nécessaires au service. Par conséquent, des enseignants et des formateurs professionnels ont été impliqués dans le processus de formation des futurs patrouilleurs. Des partenaires de la Géorgie, des États-Unis et du Canada ont également participé activement à la formation de nouveaux patrouilleurs.
À la suite d'une réforme à grande échelle du système du ministère de l'Intérieur, réalisée à l'initiative d'Avakov, le niveau de confiance dans les autorités exécutives qui font partie de la coordination du ministère de l'Intérieur de l'Ukraine d'ici 2017 était :
- Police nationale de l'Ukraine – 39,3 %, y compris la police de patrouille de l'Ukraine – 40,9 % ;

- Service national des garde-frontières de l'Ukraine – 46,4 % ;

- Service d'urgence de l'État de l'Ukraine – 50,5 % ;

- Garde nationale d'Ukraine – 52,6 %[37];

En 2018, ce chiffre était de :
- Police nationale de l'Ukraine – 37,8 %, y compris la police de patrouille de l'Ukraine – 40,4 % ;

- Service national des garde-frontières de l'Ukraine – 52 % ;

- Service d'urgence de l'État de l'Ukraine – 61 % ;

- Garde nationale d'Ukraine – 50 %[38];

En 2020 :
- Police nationale de l'Ukraine – 51 % ;

- Service national des garde-frontières de l'Ukraine – 62 % ;

- Service d'urgence de l'État de l'Ukraine – 64,2 % ;

- Garde nationale de l'Ukraine – 64 %[39].

Le 18 décembre 2015, le ministre Avakov a annoncé la liquidation de la police routière, dont les fonctions ont été transférées à la police de patrouille de l'Ukraine et au système MREO (départements d'enregistrement et d'examen inter-districts). Selon Avakov, le MREO avec forte intensité de corruption a été remplacé par les centres de services du ministère de l'Intérieur, un département de services modernes qui a été le premier du pays à fournir un large éventail de services en ligne.
À la suite de la réforme, le ministère de l'Intérieur en Ukraine a cessé d'être le « ministère de la police » traditionnel pour le système soviétique et est devenu une institution de service public moderne selon la norme européenne.

« Le ministère de l'Intérieur n'est pas le ministère de la Police ! C'est un bureau civique dirigé par une personne politique qui peut changer en fonction de l'évolution du parlement. Les services professionnels sont subordonnés au ministre civil : la police professionnelle avec le chef de la police à sa tête, la garde nationale dirigée par le commandant, les troupes frontalières, etc. Pourquoi un tel degré de subordination et de supervision ? Parce qu'il y a une telle expérience dans les pays européens, aux États-Unis, au Canada - dans les pays développés où cela fonctionne ! »

— Arsen Avakov, 30.09.2014

« L'État est fondé sur la loi, l'ordre et une économie qui fonctionne bien. Et le ministère de l'Intérieur est une institution civile, dirigée par un ministre, lobbyiste et superviseur des principaux organes exécutifs autonomes et professionnels. »

— Arsen Avakov

#### Création de la Garde nationale d'Ukraine et des bataillons de volontaires
En mars 2014, à l'initiative du président par intérim Oleksandr Tourtchynov et du ministre de l'Intérieur de l‘Ukraine Arsen Avakov, la Garde nationale d'Ukraine a été créée sur la base des troupes internes du ministère de l'Intérieur de l'Ukraine et des volontaires d'autodéfense de Maidan. Le premier bataillon de réserve de la garde nationale nouvellement créée (maintenant le bataillon opérationnel nommé d'après le héros de l'Ukraine, le général Kulchytskyi de la garde nationale d'Ukraine , dans le cadre de l'unité militaire 3066 (Kyiv), formée des 1er et 2e bataillons de réserve de la Garde nationale d'Ukraine) a prêté serment le 5 avril 2014 et, le 15 avril 2014, a été envoyé dans la région de Sloviansk (région de Donetsk) pour repousser l'agression militaire des séparatistes et des militants russes. Le premier commandant de la Garde nationale d'Ukraine fut le colonel-général Stepan Poltorak.
Une autre initiative d'Arsen Avakov, qui a eu un impact significatif sur le fait que le mouvement séparatiste prorusse était localisé dans l'est de l'Ukraine et a empêché la situation de se répandre dans tout le pays, a été la création de bataillons de volontaires (les Dobrobats) sous les auspices du ministère de l'Intérieur, dans lesquels les volontaires ont été acceptés selon une procédure simplifiée. 35 de ces unités ont participé à la lutte contre les séparatistes prorusses dans le Donbass au printemps 2014.
Le plus célèbre d'entre eux, en plus du bataillon opérationnel nommé d'après le héros de l'Ukraine, le général Kulchytskyi, de la Garde nationale d'Ukraine, étaient Azov, Donbass, Dnipro-1. Le bataillon Azov (maintenant un régiment spécial de la Garde nationale d'Ukraine) a joué un rôle décisif dans la libération de Marioupol des séparatistes du 6 mai au 13 juin 2014.
Lors de l'invasion russe militaire de 2022, Azov, avec des garde-frontières et des militaires de la 36e brigade de marine séparée de la marine des Forces armées ukrainiennes, a participé à la défense de Marioupol assiégée et à la confrontation à Azovstal. Le 20 mai, au 86e jour du blocus de Marioupol, les restes de la garnison, en accord avec les dirigeants des Forces armées ukrainiennes, ont cessé de résister et se sont rendus aux troupes russes.
Les bataillons de volontaires ont joué un rôle important dans les premiers mois de la phase chaude de la guerre dans le Donbass en 2014. À bien des égards, c'est grâce aux Dobrobats qu'il a été possible d'arrêter l'offensive des séparatistes et des mercenaires russes et de préserver l'intégrité territoriale et la souveraineté de l'Ukraine en 2014-2021. Depuis l'automne 2014, tous les bataillons de volontaires ont été intégrés dans les structures de la Garde nationale ou des Forces armées de l'Ukraine.

#### Passeports biométriques pour voyager sans visa avec l'UE
Dès le début de son mandat, Avakov a initié les efforts du ministère de l’Intérieur pour introduire des passeports biométriques, qui étaient l'une des conditions nécessaires à l'introduction d'un régime sans visa entre l'Ukraine et l'Union européenne. La résolution du Conseil des ministres de l'Ukraine du 7 mai 2014 a approuvé un modèle de formulaire, une description technique et une procédure pour la délivrance d’un passeport de citoyen ukrainien pour voyager à l'étranger. Les premiers passeports ont été délivrés en janvier 2015.
En 2019, le ministère d'Avakov a présenté les premières options pour une application mobile Diïa – Service électronique ukrainien des services publics, développé par ministère de la Transformation digitale de l'Ukraine. Les premiers documents digitaux accessibles via l'application Diïa étaient permis de conduire et certificat d'immatriculation de véhicule. En 2020, les versions électroniques des Cartes d'identité et Passeports biométriques pour voyager à l'étranger sont devenues disponibles dans l'application Diïa.

#### Système de sûreté aérienne
En 2018, sous la supervision d'Avakov, un projet conjoint franco-ukrainien a été préparé pour créer un système unifié de sûreté et de protection aériennes en Ukraine.
Le 23 mai 2018, le ministre de l'Intérieur de l'Ukraine, Arsen Avakov, au nom du gouvernement de l'Ukraine, et la secrétaire d’État du ministère de l'Économie et des Finances de la France, Delphine Gény-Stephann, ont signé un accord intergouvernemental au nom du gouvernement de la France. Dans le cadre de cet accord, le gouvernement français a fourni à l'Ukraine 55 hélicoptères Airbus modernes des modèles H125, H225 Super Puma et H145 pour un total de 551 millions d'euros. L'Ukraine a reçu ces fonds par le biais d'une procédure extrêmement amicale – un emprunt spécial à 4,25% par an auprès du Trésor public français et un consortium de banques françaises. Les principales tâches du système de sécurité aérienne du ministère de l'Intérieur de l'Ukraine ont été définies : évacuation sanitaire aérienne, opérations de sauvetage, maintien de l'ordre public, opérations antiterroristes et spéciales, protection de la frontière de l'État et garantie de la sécurité routière. Tous les hélicoptères sont multifonctionnels et, si nécessaire, ils peuvent être utilisés pour résoudre chacune des tâches. Le 7 juin 2018, la Verkhovna Rada d’Ukraine a ratifié un accord avec la France sur l'achat de 55 hélicoptères français pour le ministère de l'Intérieur de l'Ukraine.

#### Un processus électoral équitable et transparent
Pendant le mandat d'Avakov en tant que ministre de l'Intérieur de l'Ukraine pendant les campagnes électorales, la police a toujours adopté une position équidistante de tous les candidats et forces politiques. En particulier, en 2019, pendant la campagne électorale pour les élections présidentielles en Ukraine, Avakov a assuré les premières élections pleinement équitables et transparentes en Ukraine. À la veille de la campagne, le ministre a énoncé la position du ministère : La police se comportera comme une institution étatique indépendante, ne participera pas aux processus politiques et disposera de toutes les forces et de tous les moyens pour réprimer les projets d'agitation illégaux.
En outre, pour la première fois, dans le cadre de la coopération avec le Réseau civil « OPORA », des formations ont été organisées à l’intention des policiers et des enquêteurs de la Police nationale d'Ukraine afin d'identifier et de réprimer les violations des campagnes électorales. Selon la déclaration de la présidente du conseil d'administration du Réseau civique de l'organisation publique pan-Ukrainienne « OPORA » Olga Aivazovska, spécialiste de la législation électorale et des processus politiques, ce fut la seule campagne électorale de mémoire d'elle où « le ministère de l'Intérieur ne faisait pas partie de la stratégie électorale de l'un des candidats ».
Le ministère de l'Intérieur et la police nationale de l’Ukraine, à l'initiative d'Avakov, ont adopté la même stratégie lors des campagnes électorales des élections anticipées du Parlement ukrainien le 21 juillet 2019 et des élections locales du 25 octobre 2020.

## Évaluations de performance
De 2014 à 2021, Arsen Avakov a été inclus dans le classement des « 100 Ukrainiens les plus influents » selon le magazine « Focus », se classant parmi les dix premiers du classement. Ainsi, en 2015, les journalistes de la publication ont noté que « l'un des producteurs de la réforme de la police, le chef du ministère de l'Intérieur Arsen Avakov, était aux yeux du public toute l'année. En termes d'activité médiatique, de tous les membres du Cabinet des ministres, seul le premier ministre lui-même pouvait rivaliser avec lui. La principale véritable réalisation d'Avakov est le début des réformes du système des organes des affaires intérieures et la participation de professionnels géorgiens expérimentés à ce processus ».
En 2020, la publication Focus notait qu'« Arsen Avakov était appelé « ministre par intérim » dans l'équipe de Zelensky, mais déjà en décembre, Ukrainska Pravda lui avait assigné le rôle de « maître politique Yoda sous un jeune président Jedi ». Et au printemps de cette année, la situation a tellement changé que lorsqu'on a demandé à l'un des dirigeants de la faction présidentielle s'il craignait que le poids politique d'Avakov augmente chaque jour, il a répondu : « Comment pouvez-vous avoir peur de ce qui s'est déjà passé ? ».

### Évaluation de l'influence
Selon le classement du magazine « Focus » « 100 Ukrainiens les plus influents » :
- 2014 – № 5 ;
- 2015 — № 4 ;
- 2016 — № 9 ;
- 2017 — № 5 ;
- 2018 — № 7 ;
- 2019 — № 8 ;
- 2020 — № 8 ;
- 2021 — № 15.

Selon le classement du magazine « New Voice » « 100 personnes les plus influentes de l'Ukraine » :
- 2018 — №3 ;
- 2019 — № 6 ;
- 2020 — № 3 ;
- 2021 — № 5.

## Persécution politique

### Ukraine

#### 2012
Le 26 janvier 2012, le bureau du procureur d'Ukraine a ouvert une procédure pénale contre Arsen Avakov en vertu de l'article 365 du Code pénal de l’Ukraine sur le fait d'abus de pouvoir et de pouvoirs officiels, ce qui a entraîné de graves conséquences. La raison de l'ouverture d'une procédure pénale a été découverte lors de l'inventaire de la branche de Kharkiv du Comité d'État pour la gestion des terres à la fin de 2011, bien qu'une procédure similaire à la fin de 2010 n'ait pas révélé l'acte qui existait à ce moment-là sur le transfert de terres. Selon Arsen Avakov lui-même, l'acte original a été annulé par lui 45 jours après la signature, et l'affaire pénale elle-même a été falsifiée. Il considérait que les initiateurs de l'affaire étaient le maire de Kharkiv Hennadiy Kernes, le président de l'administration régionale de Kharkiv Mikhaïl Dobkine et Andriy Portnov, conseiller du président ukrainien Viktor Ianoukovitch.
Comme Avakov était en Europe depuis l'automne 2011, le 31 janvier 2012, il a été inscrit sur la liste internationale des personnes recherchées par Interpol. Le même jour, le tribunal du district de Tchervonozavodsky à Kharkiv a choisi une mesure de contrainte à son encontre - la détention. Avakov a fait appel au procureur général d'Ukraine avec une demande de clore l'affaire pénale contre lui, en raison de l'absence d'événement d'un crime, sur la base du paragraphe 2 de la partie 1 de l'article 6 du code de procédure pénale de l'Ukraine.
Le 21 mars, il a été officiellement inscrit sur la liste des personnes recherchées d’Interpol. Le 25 mars, les médias ont rapporté qu'Avakov avait été arrêté à Italie dans la ville Frosinone. Le 29 mars, un tribunal italien a arrêté Avakov pendant 40 jours. Le 12 avril, par décision du tribunal romain, Avakov a été libéré. Le 18 octobre 2012, un procès a eu lieu en Italie, par la décision dont l'Ukraine a été rejetée l’extradition d’Avakov.
Le 12 octobre 2012, un tribunal de Rome l'a libéré et, le 24 avril 2012, un panel de juges de la Cour d'appel de Rome a refusé de l’extrader à l'Ukraine, notant dans la décision du tribunal qu'il considère que l'affaire contre Avakov était politiquement motivée. Le 10 décembre 2012, le tribunal Tchervonozavodsky de Kharkiv a annulé la mesure de contrainte précédemment choisie sous forme de détention contre Avakov et a révoqué l'autorisation de le détenir. Le 11 décembre 2012, Avakov est retourné à Ukraine, plus tard l'affaire pénale contre lui a été classée en raison de l'absence d'un crime (paragraphe 2 de l'article 6 du Code de procédure pénale de l'Ukraine).

### Russie

#### 2014
Le 21 juin 2014, le comité d'enquête de la fédération de Russie a ouvert une enquête pénale contre Arsen Avakov, l'accusant d'avoir organisé des meurtres, d'avoir utilisé des moyens et des méthodes de guerre interdits, d'avoir entravé les activités professionnelles de journalistes et d'avoir enlevé des personnes lors d'un affrontement armé dans l'est de l'Ukraine. Avakov a qualifié les poursuites pénales en Russie de « haute évaluation » du travail qu'il avait accompli, promettant de continuer à « être aussi gênant que possible pour le régime Poutine ».
Dans le cadre de cette affaire, le comité d'enquête de la fédération de Russie, selon un certain nombre de médias, a commencé à interroger massivement tous les citoyens ukrainiens de la fédération de Russie. L'agence a annoncé l'interrogatoire uniquement des réfugiés forcés et des citoyens ukrainiens qui ont des parents dans la zone de conflit, sur 4 000 interrogés, 2 700 ont été reconnus comme victimes.
Le 9 juillet 2014, le tribunal du district de Basmanny à Moscou a examiné et accédé à la requête du Comité d'enquête de la fédération de Russie visant à choisir une mesure de contrainte sous la forme d'une détention contre Arsen Avakov. Le procès lui-même s'est déroulé à huis clos à la demande du procureur, car les documents contiennent les données personnelles des victimes – des citoyens ukrainiens et de la fédération de Russie. Dans le même temps, Avakov jouissait de l'immunité diplomatique.

#### 2018
En avril 2018, le comité d'enquête de Russie a ouvert une procédure pénale contre Arsen Avakov sur la base de l'article 12 du Code pénal. Les accusations ont été envoyées en raison de l'obstruction du ministère de l'Intérieur de l'Ukraine au vote des Russes vivant sur le territoire de l'Ukraine aux élections présidentielles en Russie.

#### Sanctions et accusations de terrorisme
Le 1er novembre 2018, des sanctions russes ont été imposées contre Arsen Avakov par 322 citoyens ukrainiens.
Le 23 février 2022, le comité d'enquête de la fédération de Russie a publié une liste de personnalités militaires et politiques ukrainiennes impliquées dans le « meurtre de russophones du Donbass ». En particulier, l'agence accuse Arsen Avakov d’« appels à des activités terroristes ».

## Activités sociales
Arsen Avakov est cofondateur de la Fondation Marianna Avakova. La Fondation apporte son aide aux orphelinats, internats, orphelins. Il est également le fondateur de la Fondation de production d’Arsen Avakov, le président de la Renaissance Charitable Foundation, qui est engagée dans l'organisation d'événements caritatifs, de concerts, de ventes aux enchères, de restauration et de renaissance de monuments historiques et architecturaux, de subventions pour les jeunes scientifiques, les institutions scientifiques et les programmes scientifiques, la créativité des enfants. Sous le patronage de la Renaissance Charitable Foundation, un film documentaire « Armenian Heritage of Europe » a été tourné – un projet culturel pour étudier l’histoire du développement des communautés arméniennes dans les pays européens, leur impact sur le développement de ces pays dans presque tous les domaines de la culture, de la science, de l'art et de la technologie. Le 11 novembre 2011, le film a été présenté au centre culturel arménien de La Haye (Pays-Bas). L'un des plus célèbres a été le projet de la Fondation Renaissance pour la restauration du bâtiment de l'Orchestre philharmonique régional de Kharkiv, qui est un monument architectural, qui comprenait la restauration de l'aspect historique d'une grande salle de concert et la construction d'une nouvelle salle d'orgue moderne et d'un nouvel orgue par Alexander Schuke (Potsdam).
Arsen Avakov est le co-président du comité d'organisation du Festival international de science-fiction « Star Bridge », qui organise le festival international annuel de science-fiction, publiant de la littérature fantastique, des activités sociales et éducatives dans les orphelinats, les écoles, les universités. De 2008 à 2010, il a été président de la branche régionale de Kharkiv du Comité national olympique.

## Fortune personnelle et affaires
Selon le classement du magazine « Focus », en 2008, Avakov s'est classé 67ème parmi les personnes les plus riches d'Ukraine.
Au début de la révolution orange, SA Investor gérait des dizaines d'entreprises de divers secteurs de l'économie. Parmi eux se trouvent les sociétés pétrolières et gazières Investor-Neftegaz et Energia-95, CHPP-3 et l'usine de thés AHMAD TEA UKRAINE, la chaîne de supermarchés locale Delight, la société de télévision ATN, le développeur Investor Elite Stroy, l'hôtel Chichikov, la boulangerie Saltovsky, 50 % de Channel 7 (la marque originale PRAT RTMK TONIS-CENTER, Kharkiv), plusieurs stations de radio. Une entreprise italienne de SA Investor était engagée dans la production de mozzarella. Elle possédait également sa propre banque « Basis ».
Après s'être lancé en politique, Avakov a confié la gestion de l'entreprise à des associés et à des gestionnaires. Depuis 2010, l'entreprise d'Avakov a fait l'objet d'attaques de pillards après avoir soutenu Ioulia Tymochenko, qui a perdu face à Viktor Ianoukovitch à l'élection présidentielle.
À l'automne 2011, en raison de poursuites pénales, il a quitté l'Ukraine et vendu ses actifs existants.
« Au cours des deux années que j'ai passées en exil forcé en raison de poursuites pénales motivées par des considérations politiques par le régime de Ianoukovitch, mon entreprise a été complètement détruite », a déclaré Avakov en 2014.
Trois ans après l'annulation de la licence bancaire de Basis, le tribunal a fait droit à la demande, annulant la décision de liquidation de la NBU.
Depuis 2015, Avakov, en tant que fonctionnaire, soumet des déclarations électroniques de ses biens et revenus, qui sont disponibles sur le site web du NAZK (Agence Nationale de Prévention de la Corruption d’Ukraine).
En 2022, Avakov a organisé un événement caritatif « Transformer le vin en chaussures pour les forces armées ukrainiennes », au cours duquel il a vendu sa collection de vins collectés en 2010-2011 lors de ventes aux enchères de vins, principalement à Londres et à New York. La collection a été conservée dans l'appartement d'Avakov à Kharkiv et a survécu au bombardement russe qui a endommagé la maison. À la suite de cette action, 6 353 528 UAH ont été collectés. Avec les fonds reçus, 2 500 paires de chaussures tactiques pour l'armée ont été achetées et transférées au front.
En 2022-2023, à ses frais, il à lancé la production de micro-stations électriques et de systèmes de surveillance vidéo pour le front.

## Décorations
- Économiste honoré de l’Ukraine (22 juin 2007) – ʼʼpour sa contribution personnelle significative au développement des principes constitutionnels de l'État ukrainien, ses nombreuses années de travail consciencieux, son grand professionnalisme et à l'occasion du Jour de la Constitution de l’Ukraineʼʼ.

- Ordre du Mérite, degré III.

- L'Ordre de la Légion d'honneur (France) a été remis le 9 juin 2022 par l'Ambassadeur extraordinaire et plénipotentiaire de France en Ukraine Étienne de Poncins au nom du Président et de la France[58].

## Vie personnelle
Il est marié à Inna Avakova, qui de 1994 à 2012 a occupé le poste de vice-présidente du conseil d'administration de PJSC Basis, qui fait partie de SA Investor.
Son fils Alexander (né en 1988) a servi début août 2014 dans un bataillon spécial du ministère de l'Intérieur « Kyiv-1 », opérant dans la zone de conflit armé dans l'est de l’Ukraine et prenant part à la confrontation à Sloviansk.
Pour l'utilisation active du réseau social Facebook, il a reçu le surnom de « Ministre de Facebook ». Avakov lui-même connaît ce surnom et l'a commenté en disant que l'utilisation des réseaux sociaux est « une excellente option pour la communication et le feedback ».

## Éditions de l'auteur
Auteur de plusieurs publications (dont scientifiques, dont une monographie collective), notamment :
- Lénine est-il avec nous? / Arsen Avakov – Kharkiv : Folio, 2017.

L'article du politicien ukrainien et personnalité publique bien connue Arsen Avakov « Lénine est avec nous » a été publié dans les médias électroniques en 2007 et a provoqué un grand tollé public et une discussion animée sur Internet. Par conséquent, l'édition 2008 du livre « Lénine est-il avec nous » comprenait non seulement un article, mais aussi une sélection de commentaires et de discussions dans divers médias électroniques - on pourrait dire, « Internet épistolaire », une réponse publique à la question de la pertinence et de la nécessité de la décommunisation et de la libération des mythes et des idoles de la propagande soviétique.
Dix ans plus tard, l'auteur revient sur le sujet, ajoutant un point d'interrogation au titre. Après la Révolution de la dignité, l'ère de « Leninopad » et La loi sur la décommunisation le lecteur a l'occasion de se rappeler des citations directes du dirigeant et idéologue du communisme en URSS et, éventuellement, de réévaluer son attitude envers Lénine – à la fois un personnage historique fiable et le mythe de la propagande soviétique.
Le livre comprend une section documentaire intéressant de la chronique de la « Chute de Lénine » et les statistiques officielles de « l'Institut de la mémoire nationale de l'Ukraine » sur le démantèlement des monuments à Lénine. La collection se termine par une sélection d'arguments et de réponses de politiciens, de personnalités publiques et de publicistes ukrainiens bien connus.
La nouvelle édition augmentée du livre d'Arsen Avakov « Lénine, est-il avec nous? » poursuit le vaste débat public qui est pertinent et absolument nécessaire à la construction d'une démocratie mature.
- Green Notebook / Arsen Avakov – Kharkiv : Folio, 2018.

Une sélection d'articles, d'essais et de publications dans la presse et fb par Arsen Avakov. Le livre couvre l'une des périodes les plus difficiles de l'histoire moderne de l'Ukraine : du 1er janvier 2014 à l'automne 2017. Parfois, ce sont des textes abstraits, parfois des réflexions ou des émotions en réponse au flux des événements de cette période. Des années – de l'Euromaïdan, la victoire de la Révolution de la dignité à nos jours – en passant par le désespoir et l'impuissance de l'annexion de la Crimée, la prise d'une partie du Donbass, la guerre, le chagrin et la bravoure... À travers la formation des émotions de la prochaine période de la lutte historique pour l'indépendance, l'identité nationale, à travers le grand travail quotidien de lancement d'une réforme globale de l'État.
Chaque publication de la collection est précédée d'une chronique du jour où elle a été publiée – parfois elle suggère le contexte de l'article, son humeur, parfois non - mais elle permet toujours au lecteur de construire ses souvenirs temporaires de cette période difficile.
- 2014. Moments du printemps de Kharkiv / Arsen Avakov – Kharkiv : Folio, 2020.

Une nuit du printemps troublé de la plus dure année 2014, qui a sauvé Kharkiv du sort tragique de Donetsk, Louhansk, beaucoup, beaucoup de villes et villages du Donbas, qui ont été ravagés par les séparatistes et les mercenaires russes pour la septième année. La première victoire dans la sale guerre non déclarée menée contre l'Ukraine par le régime criminel de Poutine. Comment avez-vous réussi à défendre Kharkiv ? Pourquoi cela n'a-t-il pas fonctionné à Donetsk et Louhansk? Qu'est-ce qui s'est avéré décisif dans le destin de la ville et de ses habitants ? C'est de cela qu'il s'agit dans ce livre. Il y a beaucoup de discours directs, d'émotions vives, de faits. Arsen Avakov parle des événements de la nuit du 7 au 8 avril 2014 à Kharkiv en tant que chef de l'ATO dans la région de Kharkiv et de la libération de l'administration régionale de Kharkiv, saisie par les séparatistes. Avec lui, les co-auteurs de ce livre sont des habitants de Kharkiv, dont chacun raconte son histoire personnelle de ces jours troublés. Une telle polyphonie permet au lecteur de voir en volume les événements du printemps troublé de 2014 à Kharkiv, brillamment, avec des émotions authentiques. Les événements de Kharkiv sont donnés dans le contexte de la situation dans le pays, avec des liens directs vers les flux d'actualités de ces jours et mois qui donnent au lecteur le contexte de l'une des périodes les plus difficiles de l'histoire de l'Ukraine. Pour la première fois, le livre publie également des documents obtenus par le ministère de l'Intérieur dans le cadre de travaux opérationnels sur des affaires pénales contre les dirigeants de la soi-disant « République populaire de Donetsk / République populaire de Louhansk », les commandants séparatistes sur le terrain et l'armée russe.
Le caractère unique de ce livre est que le lecteur a la possibilité d'écouter l'audio des conversations des séparatistes à l'aide de codes QR. Des preuves irréfutables et choquantes de plans criminels visant à s'emparer de Kharkiv et d'autres grandes villes, à tuer des gens, à ruiner l'Ukraine. L'auteur a reçu une autorisation spéciale de l'enquête pour publier ces documents. Ce livre est une histoire vivante des événements : chronique, faits, documents, discours direct. Et aussi – analyse et généralisation, réflexions philosophiques de l'auteur sur les événements de Kharkiv et du pays, sur l'avenir, sur le sort de l'Ukraine et de son peuple.

### Publications
- Circulation des billets à ordre : théorie et pratique / A.B. Avakov, G. I. Gaevoy, V. A. Beshanov et al. — Kh. : Folio, 2000. — 382 p.

- Faits saillants : Recueil d'articles (avril 2005 - octobre 2006) / Arsen Avakov. — Kharkiv, 2006. — 48 p. : ill.

- Accents : Discours, articles, discours, interviews, publications (novembre 2004 - décembre 2006) : recueil d'articles / Arsen Avakov. — Kharkiv : Golden Pages, 2007. — 464 p. : ill.

- Lénine avec nous : Article + Internet épistolaire / Arsen Avakov. — Kharkiv : Golden Pages, 2008. — 100 p.: ill.

- Hier et demain / Arsen Avakov. — Kharkiv : Golden Pages, 2008. — 48 p.

- Stratégie de développement socio-économique de la région de Kharkiv pour la période allant jusqu'à 2015 : Monographie.- Kh. : Maison d'édition « INGEK », 2008.- 352 p.

- Lénine est-il avec nous ? / Arsen Avakov – Kharkiv : Folio, 2017. – 160 p.

- Green Notebook / Arsen Avakov – Kharkiv : Folio, 2018. – 160 p.

- 2014. Moments du printemps de Kharkiv / Arsen Avakov – Kharkiv : Folio, 2020. – 288 p.